# John Boswell
John Eastburn Boswell (Boston, 20 marzo 1947 – New Haven, 24 dicembre 1994) è stato uno storico statunitense, professore presso l'Università Yale.

## Biografia
Nato a Boston nel 1947 in una famiglia di militari, Boswell ottenne il suo diploma universitario presso il "College of William and Mary", dove si convertì al cattolicesimo. Il suo nomignolo, tratto dalle sue iniziali, era "Jeb". Valido filologo medievale, ottenne il dottorato all'Università di Harvard, dopodiché entrò nella Facoltà di Storia dell'Università Yale; divenne professore a pieno titolo nel 1982. Nel 1987, Boswell contribuì all'organizzazione del Centro di Studi Lesbici e Gay a Yale, che è divenuto oggi il Fondo di Ricerca per gli Studi Lesbici e Gay.
Nel 1990 fu nominato professore di storia, dopo che già aveva firmato un contratto biennale con il Dipartimento di Storia dell'Università di Yale.
Boswell è morto per una malattia correlata all'AIDS il 24 dicembre del 1994, all'età di 47 anni. Ha lasciato il suo partner, Jerry Hart, i suoi genitori, il colonnello Henry Boswell Jr. e Catharine Boswell, una sorella, Patricia, e due fratelli, Wray e Henry Boswell III.

## Gli scritti

### Cristianesimo, tolleranza, omosessualità
Boswell è noto al grande pubblico soprattutto come autore del rivoluzionario e tuttora controverso libro Cristianesimo, tolleranza, omosessualità. La Chiesa e gli omosessuali dalle origini al XIV secolo ("Christianity, Social Tolerance and Homosexuality" 1980) che ha offerto un'interpretazione rivoluzionaria della tradizione occidentale, sostenendo che la Chiesa cattolica non abbia condannato le persone gay durante la sua storia iniziale, ma piuttosto, al massimo fino al XII secolo, abbia alternativamente manifestato un non particolare turbamento riguardo l'omosessualità, e una invece attiva celebrazione dell'amore tra uomini." Il libro fu inoltre premiato con l'"American Book Award" per la storia e con lo "Stonewall Book Award" nel 1981.

### The Marriage of Likeness: Same-Sex Union in Premodern Europe
A ogni modo è conosciuto primariamente come autore di The Marriage of Likeness: Same-Sex Union in Premodern Europe ("Unioni dello stesso sesso nell'Europa pre-moderna", Villard, New York 1994), nel quale sostiene che la liturgia della "adelphopoiesis" (il rito della benedizione dell'amicizia) sia una prova che l'atteggiamento della Chiesa nei confronti dell'omosessualità abbia conosciuto un'evoluzione attraverso i tempi, e che i primi cristiani accettassero talvolta le relazioni tra persone dello stesso sesso.
Riti relativi a unioni fra persone del medesimo sesso, da Boswell identificate come unioni omosessuali, si trovano in antichi libri liturgici di entrambe le chiese, occidentale e orientale. Si tratta di riti di "adelphopoiesis", in greco letteralmente "il farsi, il rendersi fratelli". Boswell sostenne che queste fossero unioni anche sessuali, ma altri ritengono che si trattasse invece di riti attraverso i quali si diveniva fratelli adottivi, o "fratelli uniti con il sangue".

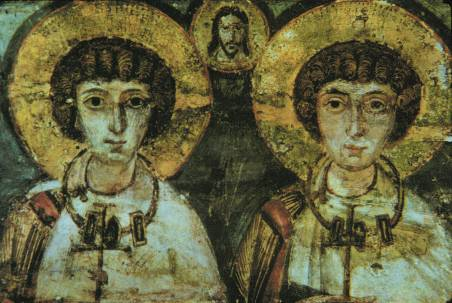
I santi Sergio e Bacco, in un'icona del VII secolo.

Boswell addusse come prove un'icona raffigurante i due santi Sergio e Bacco sita presso il monastero di Santa Caterina sul Monte Sinai, e immagini come una che egli interpretò come raffigurante la festa per il matrimonio tra l'imperatore bizantino Basilio il Macedone con il suo "partner", Giovanni. Boswell interpreta qui la figura di Gesù come adempiente al ruolo di pronubo, di assistente dei novelli sposi.
Boswell tradusse dettagliatamente molti di questi riti nel suo libro e arrivò ad affermare che un matrimonio gay di massa si sarebbe svolto solo un paio di secoli fa presso la basilica di San Giovanni in Laterano, la cattedrale di Roma e sede del papa in qualità di vescovo di Roma.
Gli scritti di Boswell suscitarono un dibattito dettagliato sull'Irish Times, alcuni anni or sono. L'articolo che scatenò la discussione, un significativo servizio speciale di uno stimato commentatore irlandese di storia e religione, pubblicato sulla pagina religiosa "Rite and Reason" ("Rito e Ragione"), è stato poi riprodotto su molti siti web.

### Revolutions, Universals, and Sexual Categories
In Revolutions, Universals, and Sexual Categories (1982, con revisioni), Boswell compara le posizioni costruzioniste-essenzialiste con la dicotomia realista-nominalista. Inoltre stila una lista di tre diversi tipi di tassonomia sessuale:
- Tutti o almeno la maggior parte degli esseri umani sono multisessuali... fattori accidentali esterni, come pressione socio-culturale, sanzioni legali, credenze religiose, circostanze storiche o personali, determinano l'espressione attiva delle preferenze sessuali di ognuno.
- Ci sono due o più categorie sessuali, normalmente, ma non sono sempre basate sull'oggetto sessuale.
- Un tipo di orientamento sessuale è normale... tutte le altre varianti sono anormali.

### Royal Treasure
Al di fuori delle sue pubblicazioni sulla sessualità, si segnala il suo Royal Treasure ("Tesoro Regio"): è un dettagliato studio storico sui Musulmani mudéjar nell'Aragona del XIV secolo.

## La religiosità di Boswell e la sua relazione con la sua opera
Boswell stesso fu durante la sua vita un devoto cattolico. Sebbene egli fosse "ortodosso" nella maggior parte delle sue credenze, disapprovava fortemente l'istituzionale opposizione della sua chiesa verso il comportamento e le relazioni omosessuali. Fino a un certo grado molto del lavoro e della ricerca che Boswell condusse riguardo alla relazione storica della chiesa cristiana nei confronti dell'omosessualità, può essere visto come un tentativo (secondo alcuni riuscito) di trovare fondamenti per una riconciliazione tra le sue credenze religiose il suo orientamento sessuale.

## Opere
- (EN)  Royal Treasure: Muslim Communities Under the Crown of Aragon in the Fourteenth Century (1977) (anche online).
- Cristianesimo, tolleranza, omosessualità. La Chiesa e gli omosessuali dalle origini al XIV secolo, Leonardo, Milano 1989. (Christianity, social tolerance, and homosexuality, 1980)
- Alla scoperta dell'amore. Archetipi di amore gay nella storia cristiana, Libreria Croce, Roma 1999 (Recovering gay history. Archetypes of gay love in Christian history, 1982).
- L'abbandono dei bambini in Europa occidentale, Milano 1991 (The kindness of strangers: the abandonment of children in Western Europe from Late Antiquity to the Renaissance, 1989).
- (EN)  Homosexuality in the Priesthood and the Religious Life (1991) (co-author)
- (EN)  Forms of Desire: Sexual Orientation and the Social Constructionist Controversy (1992)
- (EN)  The marriage of likeness: Same sex unions in pre-modern Europe, Vintage books, 1995. ISBN 0-679-75164-5